# Taubenturm (Brières-les-Scellés)

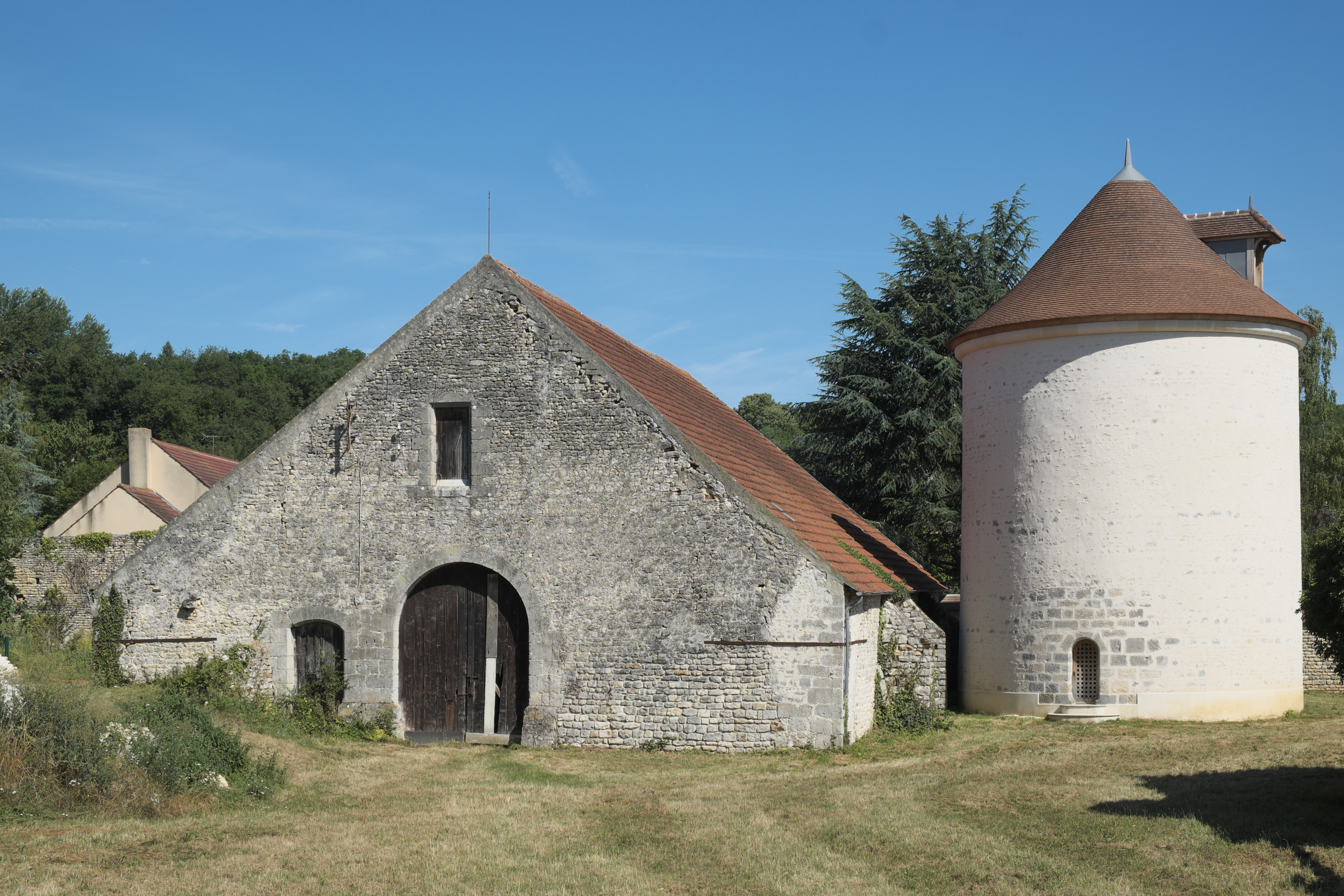
Taubenturm in Brières-les-Scellés, daneben die Grange aux dîmes

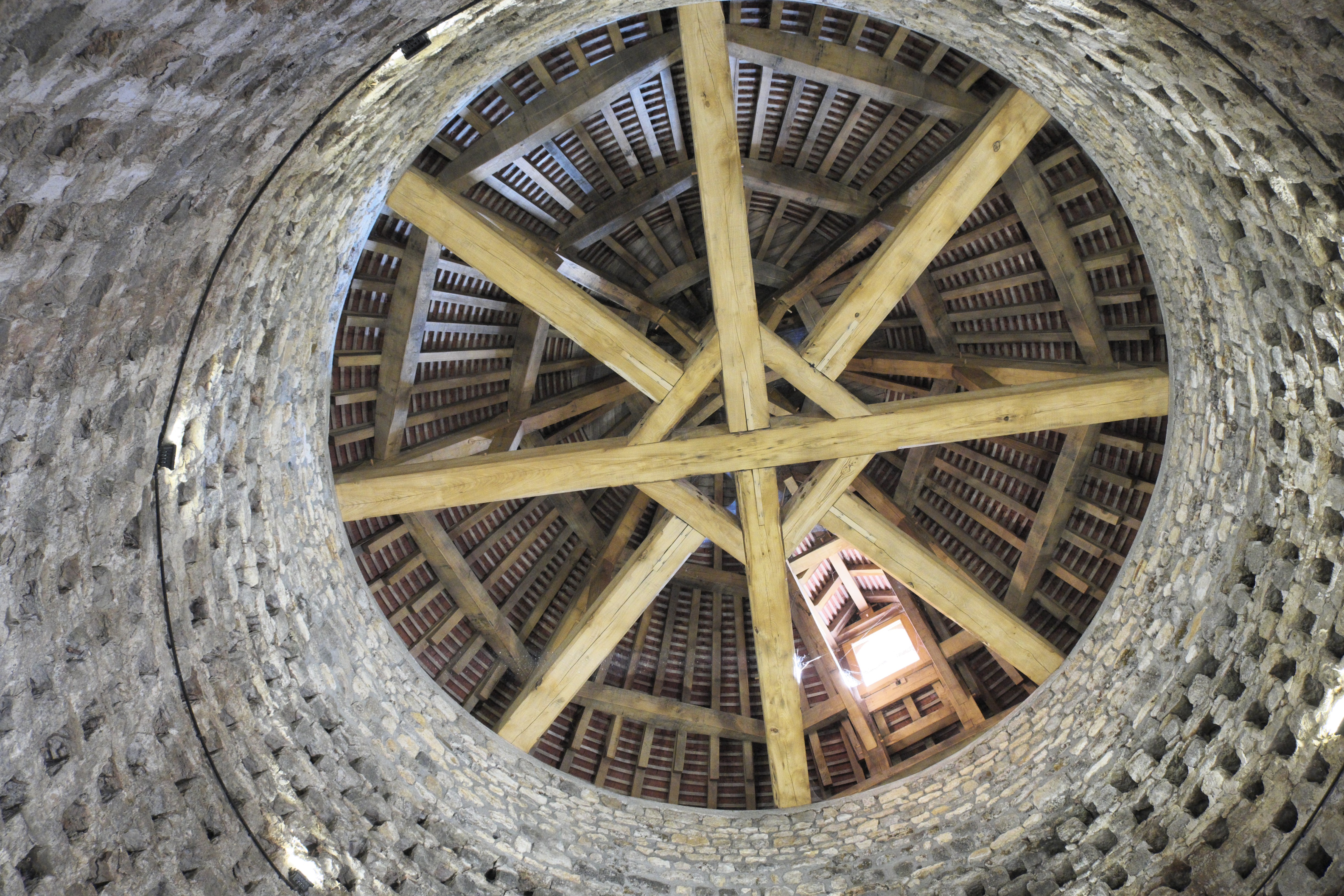
Innenansicht mit Taubennestern

Der Taubenturm (französisch colombier oder pigeonnier) in Brières-les-Scellés, einer französischen Gemeinde im Département Essonne in der Region Île-de-France, wurde vermutlich im 18. Jahrhundert errichtet.
Der runde Taubenturm aus Bruchsteinmauerwerk an der Rue du Petit-Brière Nr. 45 gehört zu einem ehemaligen Manoir. Das Herrenhaus mit Taubenturm und Grange aux dîmes wurde vor einigen Jahren von der Gemeinde gekauft. Das Taubenhaus mit 1848 Taubennestern wurde bereits umfassend renoviert, wobei das ruinierte Dach vollständig neu errichtet werden musste. Eine drehbare Treppe in der Mitte, die nicht mehr vorhanden ist, ermöglichte es, den Taubenmist aus den Nestern zu holen, um ihn als Dünger zu nutzen.